# Tridacna squamosa
Tridacna squamosa Lamarck, 1819 è un mollusco bivalve della famiglia Cardiidae.

## Descrizione
È un grosso mollusco bivalve, che può raggiungere considerevoli dimensioni (mediamente intorno ai 40 cm di lunghezza, ma talora anche molto più grande). La sua conchiglia, tipicamente a forma di ventaglio, si caratterizza per la presenza di scaglie molto distaccate.
Il mantello può avere una varietà di colorazioni, dovute alla presenza di zooxantelle, che vanno dal giallo al marrone, dal verde al blu, con macchie e striature di differenti tonalità. Sul mantello sono presenti due orifici, che sono il sifone inalante e esalante.

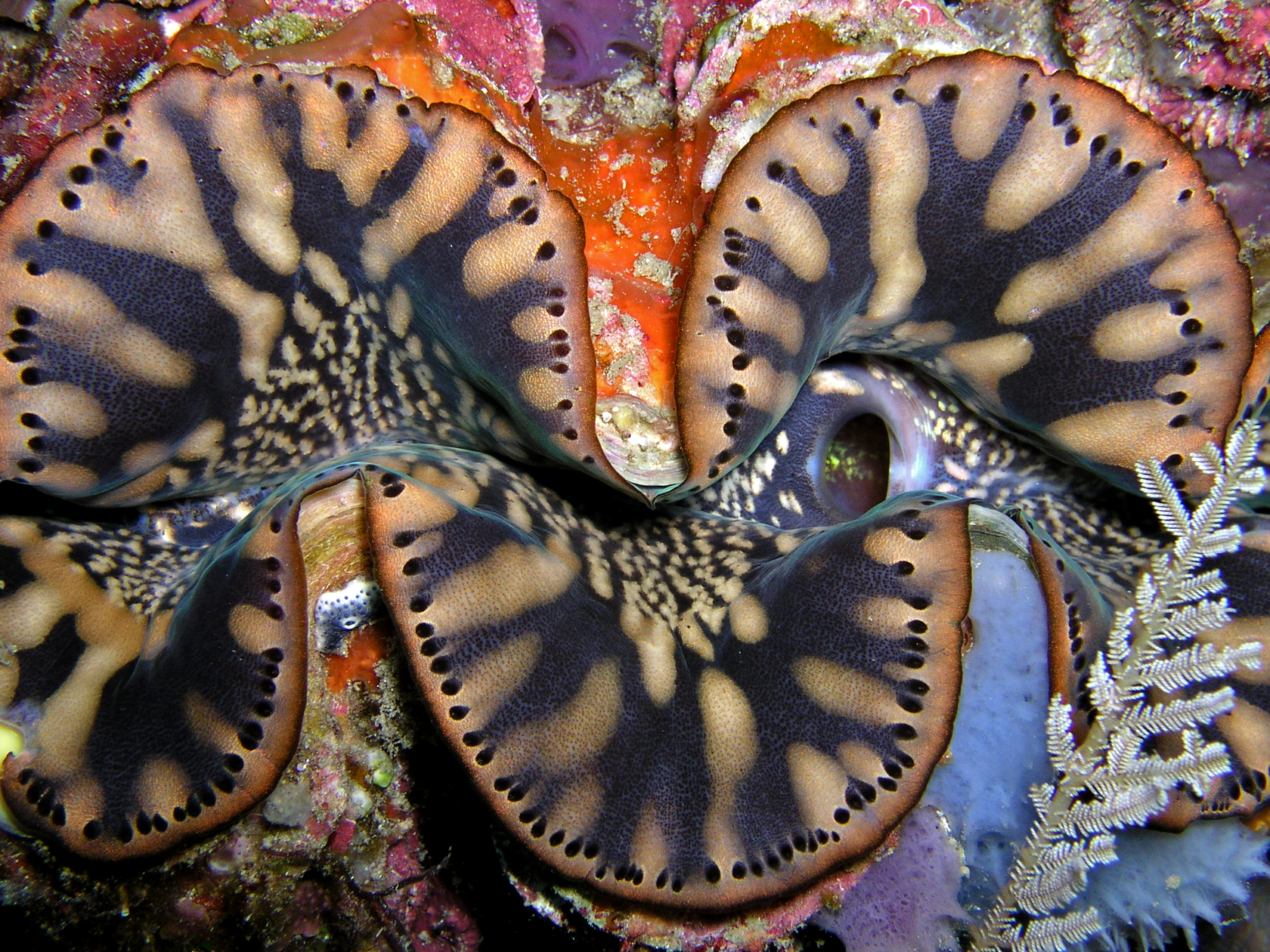
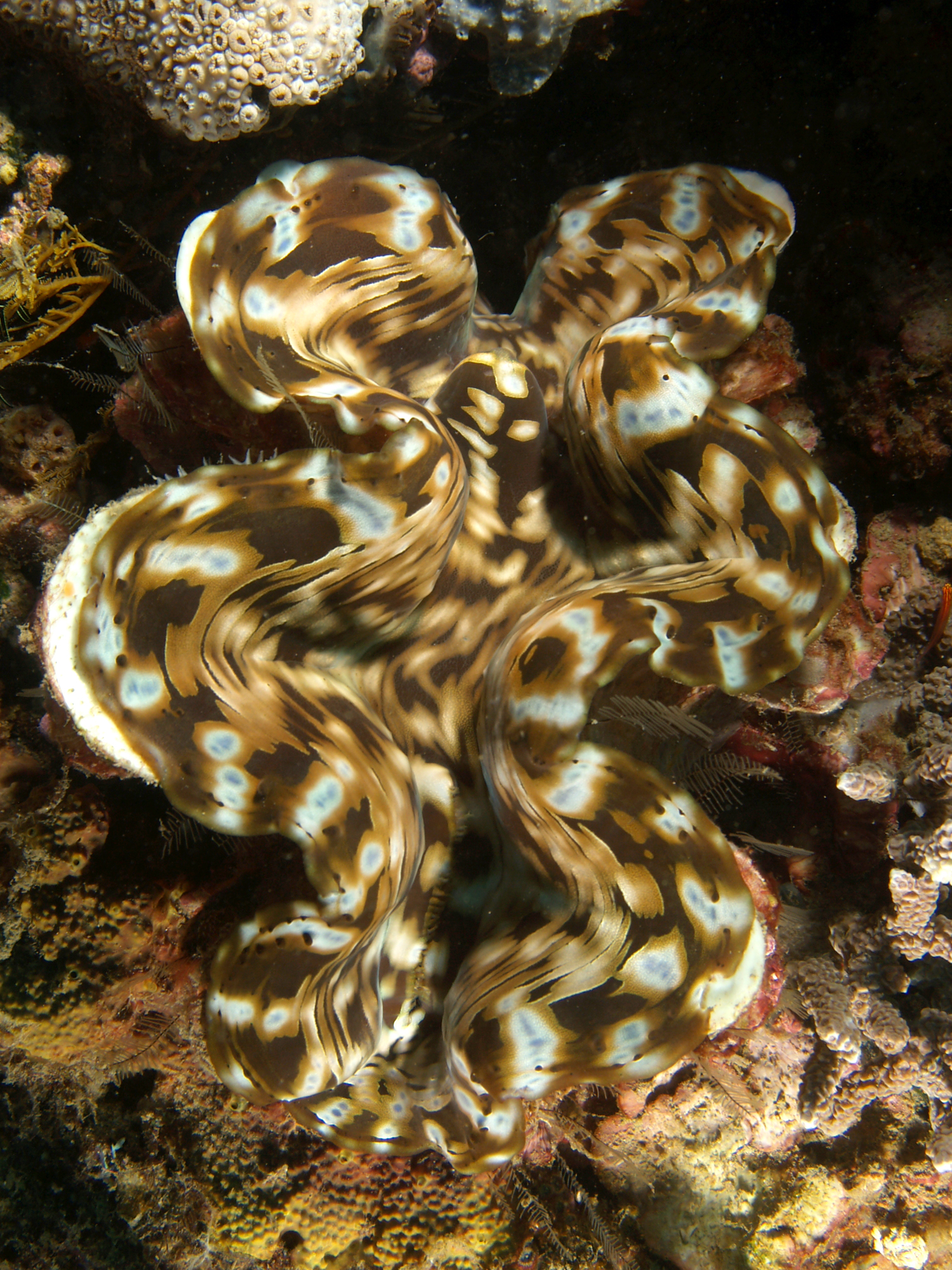
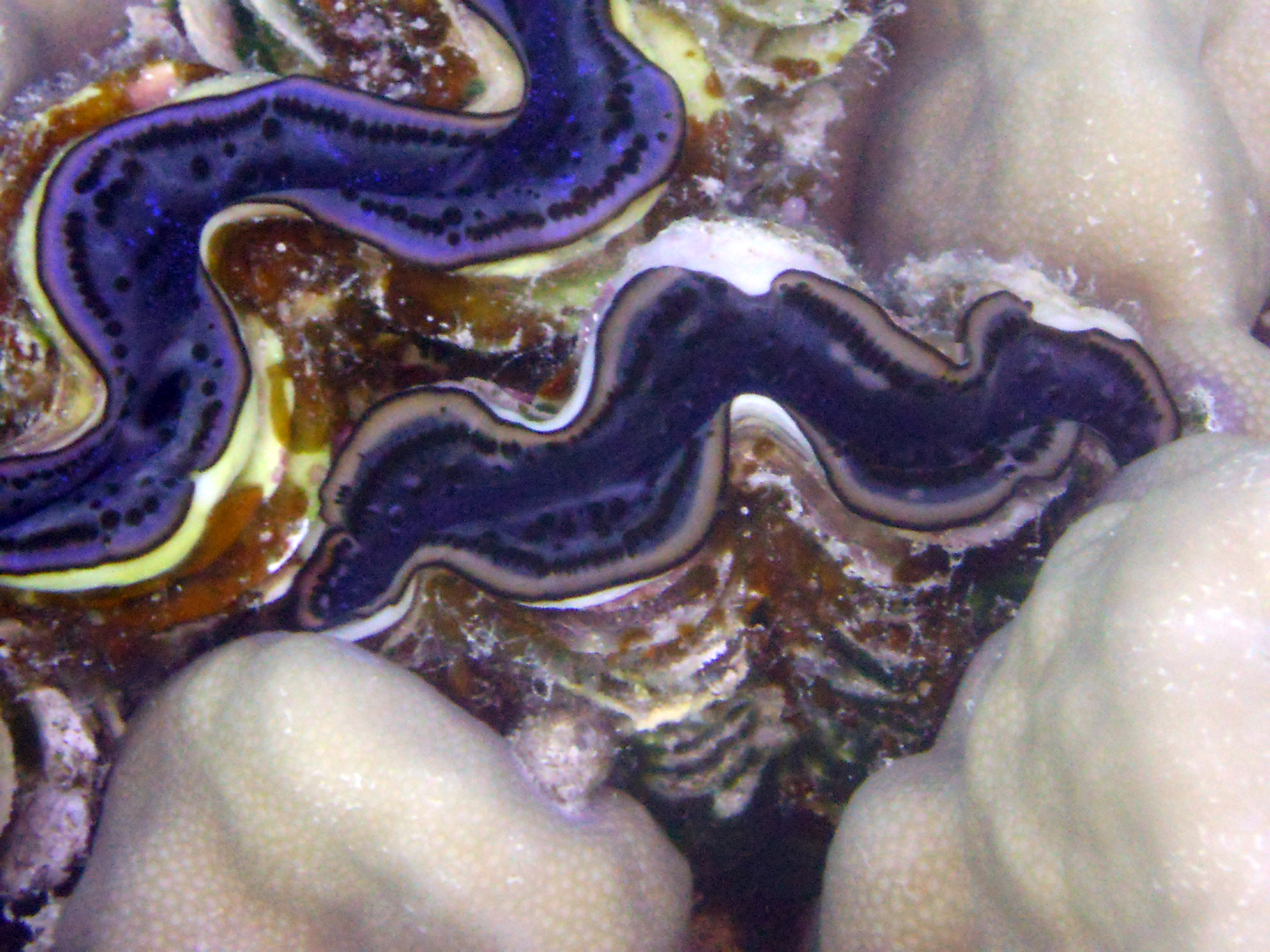
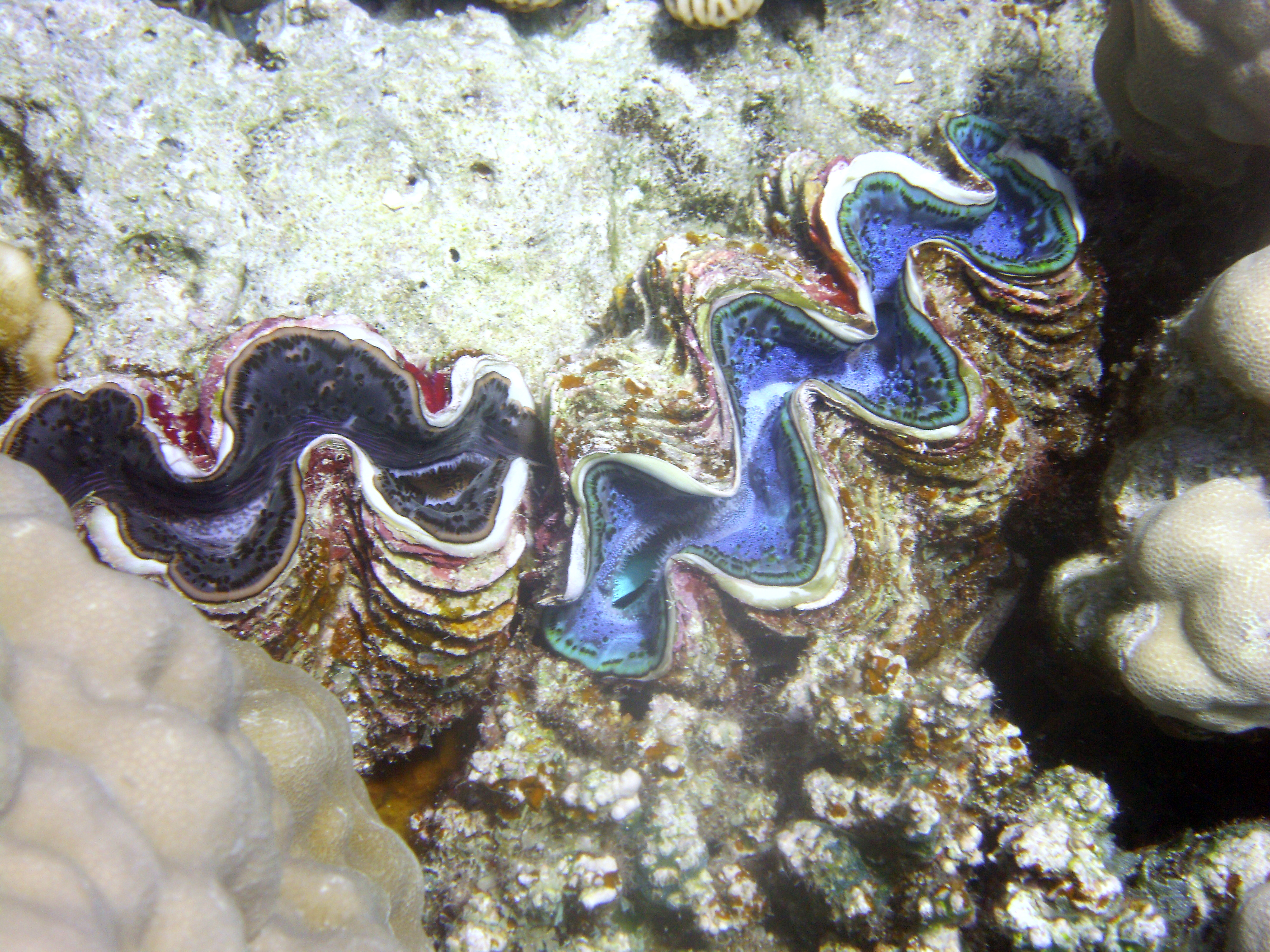

## Biologia
Sono tipici organismi filtratori che si nutrono dei composti organici dissolti nell'acqua, assorbita attraverso i sifoni; in aggiunta a ciò, sfruttano il metabolismo delle zooxantelle simbionti che trasformano il diossido di carbonio e i composti azotati, come l'ammonio, in carboidrati.

## Distribuzione e habitat
La specie ha un ampio areale che si estende dal mar Rosso e dalle aree costiere dell'Africa orientale, attraverso l'Indo-Pacifico, sino alle isole Marshall e alla Polinesia.
È una specie tipica delle barriere coralline, che solitamente si trova profondamente incastrata tra le rocce o le madrepore, ma che talora può svilupparsi anche su fondali sabbiosi.